# Colhereiro
Colhereiro é o nome comum a várias aves pelecaniformes da família Threskiornithidae, que também inclui os íbis. Essa ave é conhecida pelo gênero Platalea e se distribui por várias espécies. 
O colhereiro é uma ave pernalta de pescoço longo. O nome se deve ao formato de colher que o bico dessas aves possui. Com ele, a ave revolve o fundo dos ambientes aquáticos em que vive, em busca de alimento. Vive em pequenos bandos ou solitariamente e se alimenta de peixes, crustáceos, insetos e moluscos.
No período reprodutivo, exibe uma bela plumagem cor-de-rosa: quanto maior a ingestão de crustáceos, mais rosadas ficam essas penas, o que é um indicador da qualidade do meio-ambiente em que vivem.
Geralmente as fêmeas põem 3 ovos. Os filhotes são alimentados com o alimento parcialmente digerido que é regurgitado pelos pais, e permanecem no ninho até aprenderem a voar.

## Espécies
O gênero Platalea possui seis espécies distribuídas por várias partes do planeta:
- Colhereiro-europeu, (Platalea leucorodia);
- Colhereiro-rosado, (Platalea ajaja ou Ajaia ajaja);
- Colhereiro-africano, (Platalea alba);
- Colhereiro-pequeno, (Platalea minor);
- Colhereiro-de-bico-amarelo, (Platalea flavipes);
- Colhereiro-real, (Platalea regia).

Algumas destas espécies encontram-se ameaçadas de extinção.

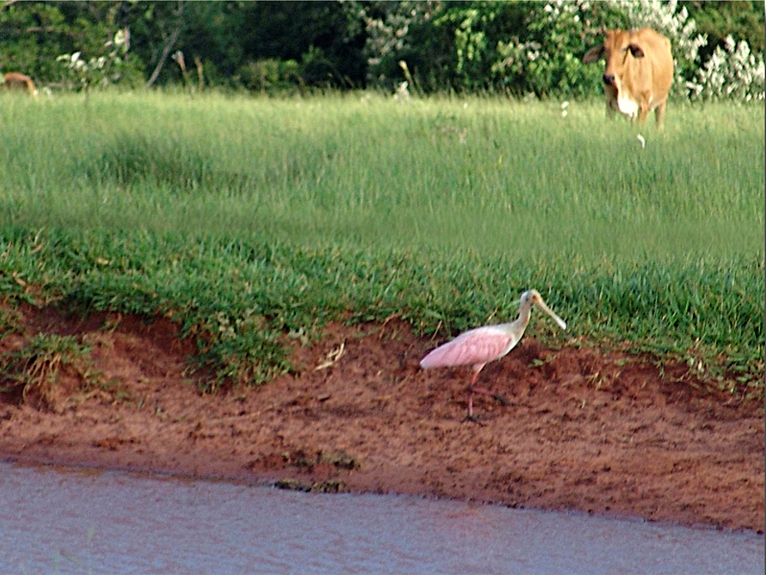
Colhereiro ("rosa")